# Déficience en N-acétylglutamate synthase
 Mise en garde médicale
La déficience en N-acétylglutamate synthase et une affection du cycle de l'urée dominante, entraînant chez l'adulte une hyperammoniémie.